# Госелминг
Госелминг (фр. Gosselming) насеље је и општина у североисточној Француској у региону Лорена, у департману Мозел која припада префектури Сарбур.
По подацима из 2011. године у општини је живело 610 становника, а густина насељености је износила 60,1 становника/km². Општина се простире на површини од 10,15 km². Налази се на средњој надморској висини од 300 метара (максималној 285 m, а минималној 232 m).

## Демографија
| 1962. | 1968. | 1975. | 1982. | 1990. | 1999. | 2011. |
| ----- | ----- | ----- | ----- | ----- | ----- | ----- |
| 421   | 444   | 476   | 486   | 526   | 536   | 610   |

График промене броја становника у току последњих година